# Auður (cantante)
Auður, pseudonimo di Auðunn Lúthersson (Reykjavík, 9 febbraio 1993), è un cantante islandese.

## Biografia
Lúthersson è salito alla ribalta con la pubblicazione del secondo album in studio Afsakanir, che è salito alla vetta della classifica islandese degli album nella sua 42ª settimana di permanenza in top forty e che è stato il 56º più venduto nel corso del 2018, il 3º più venduto nel 2019 e il 13º più venduto nel 2020, accumulando così 4 942 unità vendute. Dal disco è stata estratta la hit Enginn eins og þú, che si è imposta al numero uno nella Tónlistinn, posizione che ha mantenuto per cinque settimane non consecutive, oltre a diventare il brano di maggior successo dell'intero anno.
Nel 2021 è uscito il secondo EP dell'artista, realizzato con Floni, che ha piazzato tutte le cinque tracce presenti nel progetto nella classifica dei singoli islandese, tra cui Að morgni til in top twenty.
Nell'ambito dell'Íslensku tónlistarverðlaunin, il principale riconoscimento musicale dell'industria musicale nazionale, è risultato l'artista con il maggior numero di candidature nell'edizione del 2019 con undici nomination, riuscendo a trionfare nelle categorie cantautore pop, rock, rap e musica elettronica dell'anno e album di musica elettronica dell'anno per Afsakanir. L'anno seguente ne ha ottenute quattro, vincendone tre come cantante dell'anno, musicista dell'anno e canzone pop dell'anno per Enginn eins og þú.

## Discografia

### Album in studio
- 2017 – Alone
- 2018 – Afsakanir

### EP
- 2020 – Ljós
- 2021 – Venus (con Floni)
- 2023 – Útvarp Úlala

### Singoli
- 2017 – I'd Love
- 2019 – Enginn eins og þú
- 2019 – Just a While (con Sturla Atlas)
- 2020 – Hún veit hvað ég vil
- 2020 – Týnd og einmana (con Floni)
- 2020 – Frosið sólarlag (con Gugusar)
- 2020 – Fljúgðu burt dúfa
- 2022 – Tárin falla hægt (con Bubbi Morthens)
- 2023 – Í hjartanu yfir hafið
- 2024 – Sé þig alltaf fyrir mér
- 2024 – Ómótstæðileg
- 2024 – Klórför
- 2024 – Peningar, peningar, peningar